# Cultuurbescherming tijdens gewapende conflicten
Een algemeen overzicht en bespreking van de voornaamste internationale rechtsbronnen inzake de bescherming van culturele goederen tijdens gewapende conflicten.

## Recht van Den Haag (1907)
De bescherming voor cultureel waardevolle gebouwen duikt voor het eerst op in het "Haagse Verdrag betreffende de wetten en gebruiken van de oorlog te land" (1899/1907).  In artikel 27 van dat verdrag staat dat gedurende bombardementen en beschietingen alles in het werk moet worden gesteld om culturele gebouwen zo veel mogelijk te sparen, op voorwaarde dat deze niet voor een militair doeleinde worden aangewend.  Datzelfde artikel verplicht de belegerden tevens dat zij de desbetreffende gebouwen moeten markeren met bijzondere en goed zichtbare tekens.  Deze tekens moeten aan de vijand worden meegedeeld.  Het feit dat de markeringstekens niet nader worden omschreven is echter een ernstige tekortkoming van het artikel.

Ten slotte is er ook artikel 56 dat culturele goederen (van de Staat) beschermt tegen inbeslagname, vernieling en opzettelijke beschadiging.

## Cultuurgoederenverdrag (1954, 1999)
Tijdens de Eerste en Tweede Wereldoorlog bleef de bescherming voor culturele gebouwen, zoals omschreven in het Recht van Den Haag, dode letter.  Ten eerste omdat de regelgevingen niet specifiek genoeg waren, en ten tweede omdat de toen gebruikte wapensystemen gewoonweg niet toelieten om een specifiek doelwit te ontzien.
De teloorgang van grote aantallen cultuurgoederen zorgde voor verontwaardiging binnen de samenleving.  Opdat dit in de toekomst niet meer zou gebeuren, drong zich de realisatie van een meer afdoende (wettelijke) bescherming op.
In 1954 kwam dat voornemen tot uiting in het opstellen van het “Verdrag inzake de bescherming van culturele goederen in geval van een gewapend conflict”, opnieuw in Den Haag.  In de wandelgangen wordt dit verdrag ook wel kortweg het “Cultuurgoederenverdrag” genoemd.  Het Cultuurgoederenverdrag heeft als uitgangspunt dat schade toegebracht aan culturele goederen, ... , schade betekent aan het culturele erfdeel van de gehele mensheid (cf. preambule van het verdrag).
In vergelijking met het Cultuurgoederenverdrag lijkt dat ene artikel 27 van het Recht van Den Haag tot het verleden te behoren.  Niets is minder waar, aangezien het Recht van Den Haag vandaag de dag als gewoonterecht wordt beschouwd. Het Cultuurgoederenverdrag behoort momenteel echter niet tot het gewoonterecht waardoor enkel de verdragsluitende staten aan dit verdrag gebonden zijn.
Tegelijk met de totstandkoming van het Cultuurgoederenverdrag werd er onmiddellijk een eerste Protocol aan toegevoegd.  Dit Eerste Protocol maakt geen deel uit van het originele verdrag en het dient dus afzonderlijk te worden ondertekend.
De reden om zo’n apart Protocol aan te maken, is dat veel landen niet geneigd zijn om het Cultuurgoederenverdrag te ondertekenen wanneer daarin de tekst van dat Protocol in vervat zou zitten. Het Eerste Protocol handelt namelijk over de teruggave van ingevoerde culturele goederen aan het land van herkomst na het beëindigen van de vijandelijkheden. Blijkbaar ligt dat gevoelig voor bepaalde landen.
Het Cultuurgoederenverdrag voorziet bescherming aan drie verschillende categorieën cultureel erfgoed.  Ten eerste zijn er de roerende en onroerende goederen zelf (cf. artikel 1a: gebouwen, monumenten, boeken, enz ...), ten tweede zijn er de accommodaties waar roerende culturele goederen worden bewaard (cf. artikel 1b en c: musea, bibliotheken, monumentencentra, ...) en ten derde wordt het transport van culturele goederen beschermd, alsook het personeel dat daarmee is belast (cf. artikel 12 en 15).
Het Cultuurgoederenverdrag biedt de mogelijkheid om aan bepaalde culturele goederen een bijzondere bescherming te geven, op voorwaarde dat deze goederen niet voor militaire doeleinden worden aangewend en dat ze zich op voldoende afstand bevinden van een potentieel militair doelwit (cf. artikel 8).  Als aan deze voorwaarden niet wordt voldaan, verliest het cultureel goed zijn onschendbaarheid, maar alvorens de tegenpartij tot de aanval op het goed mag overgaan, moet er wel sprake zijn van onvermijdelijke militaire noodzaak (cf. artikel 11).
Culturele goederen en het transport daarvan moeten van een kenteken worden voorzien.  Dat kenteken is het blauw-witte schild zoals omschreven in artikel 16.  Bij culturele goederen die onder bijzondere bescherming zijn geplaatst mag men het embleem driemaal herhalen.  Voor al de andere cultuurgoederen mag het kenteken slechts enkelvoudig gebruikt worden, alsook voor het toezichtspersoneel. (cf. artikel 17)
Het Cultuurgoederenverdrag schiet op één aspect tekort: het is niet van toepassing bij interne gewapende conflicten.  In de tweede helft van de 20e eeuw traden interne conflicten steeds meer op de voorgrond.  Bij dit soort conflicten zijn delen van het cultureel erfgoed, als symbool van de culturele identiteit van een volk, vaak het mikpunt van gewelddadige vernietiging.

Daarom werd op initiatief van UNESCO en Nederland in de jaren ’90 een tweede Protocol geformuleerd, teneinde het Cultuurgoederenverdrag toepasselijk te maken bij interne conflicten.  De initiatiefnemers van dat Tweede Protocol (1999) werden geïnspireerd door de gebeurtenissen in voormalig Joegoslavië.

## Recht van Genève (1949, 1977)
In de oorspronkelijke 4 Conventies van Genève (1949) wordt met geen woord gerept over de bescherming van culturele goederen.  Deze Verdragen concentreren zich dan ook op de bescherming van personen die niet (meer) vechten.  De twee Aanvullende Protocollen van 1977 daarentegen voorzien wél in de bescherming van culturele objecten waarbij expliciet wordt verwezen naar het Cultuurgoederenverdrag.
Het Eerste Protocol zorgt in de eerste plaats voor een “algemene bescherming” van burgerlijke goederen (cf. artikel 52).  Cultuurgoederen zijn in principe ook burgerlijke goederen, maar aangezien de beschadiging van burgerlijke goederen in bepaalde gevallen aanvaard wordt door het als collaterale schade te categoriseren, is deze “algemene bescherming” onvoldoende.

Daarom voorziet artikel 53 van het Eerste Protocol voor een specifieke bescherming van culturele goederen, alsook plaatsen van eredienst.  Het schenden van artikel 53 wordt door artikel 85 (lid 4d) als een ernstige inbreuk beschouwd.  De culturele goederen in kwestie moeten wel als dusdanig geregistreerd zijn bij een bevoegde internationale organisatie zoals UNESCO.
In het Tweede Protocol, dat van toepassing is op niet-internationale gewapende conflicten, handelt artikel 16 over de bescherming van culturele goederen.  Artikel 16 herhaalt woordelijk hetgeen er in artikel 53 van het Eerste Protocol staat.

## Bron
Kalshoven Frits (2005), The Protection of Cultural Property in the Event of Armed Conflict within the Framework of International Humanitarian Law, Museum International 57 (4), 61–70